# اما فریس
اما فریس (دانمارکی: Emma Friis؛ زادهٔ ۳۱ اکتبر ۱۹۹۹) بازیکن هندبال اهل دانمارک است.